# شورای عالی آثار باستانی مصر

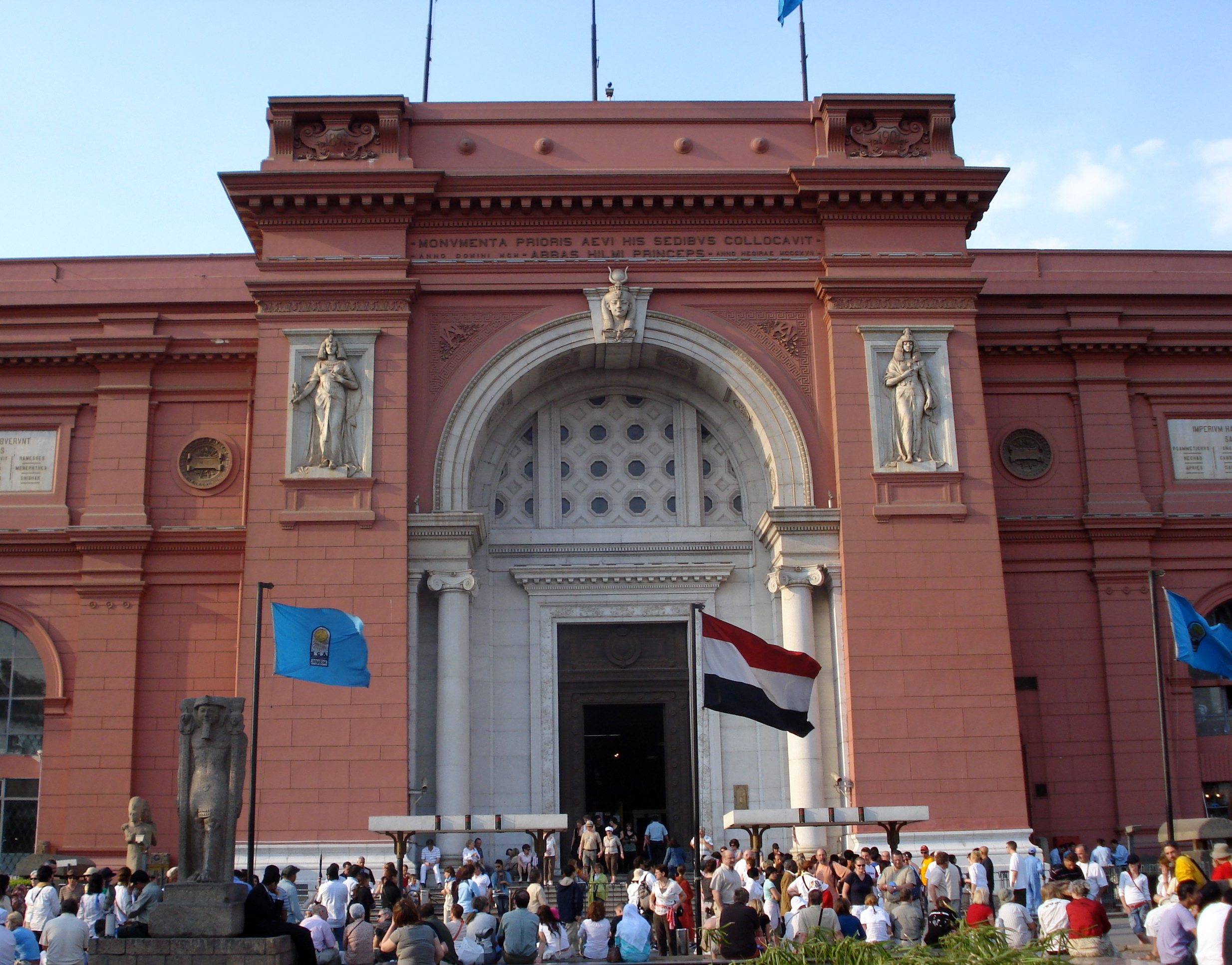
ورودی موزه ملی مصر در قاهره. در تصویر پرچم مصر به همراه پرچم نشان شورای عالی آثار باستانی دیده می‌شوند.

شورای عالی آثار باستانی مصر (به انگلیسی: Supreme Council of Antiquities) نهاد و دستگاهی دولتی زیرمجموعه وزارت فرهنگ است که مسئولیت نگهداری از آثار باستانی مصر را بر دوش دارد. رئیس این شورا، مصطفی امین، که رتبه "وزیر امور آثار باستانی" را دارد، مدیر اجرایی این نهاد به شمار می‌رود و از وزیر فرهنگ مصر دستور می‌گیرد.

## تاریخچه
این نهاد توسط مصرشناس فرانسوی فرانسوا آگوست فردیناند ماریت در سال ۱۸۵۹ زیر عنوان بخش آثار باستانی بنیان‌گذاری شد. این نام تا سال ۱۹۷۱ بر این نهاد باقی ماند و پس از آن نام خود را به سازمان آثار باستانی مصر تغییر داد. این نام نیز در ۱۹۹۴ تغییر کرد و شورای عالی آثار باستانی مصر به گونه رسمی در این سال گشایش یافت.

## مدیران
بخش آثار باستانی
- ۱۸۵۸-۱۸۸۰ : فرانسوا آگوست فردیناند ماریت، بنیان‌گذار
- ۱۸۸۱-۱۸۸۶ : گستون مسپرو
- ۱۸۸۶-۱۸۹۲ : اوژن گربو
- ۱۸۹۲-۱۸۹۷ : ژاک دو مورگان
- ۱۸۹۹-۱۹۱۴ : گستون مسپرو (بار دوم)
- ۱۹۱۴-۱۹۳۶ : پییر لاسو
- ۱۹۳۶-۱۹۵۲ : اتیین دروتون
- ۱۹۵۳-۱۹۵۶ : مصطفا عامر
- ۱۹۵۶-۱۹۵۷ : عباس بیومی
- ۱۹۵۷-۱۹۵۹ : محرم کمال
- ۱۹۵۹ : علدالفتاح حلمی
- ۱۹۶۰-۱۹۶۴ : محمد انوار شکری
- ۱۹۶۴-۱۹۶۶ : محمد مهدی
- ۱۹۶۷-۱۹۷۱ : جمال مختار

سازمان آثار باستانی مصر
- ۱۹۷۱-۱۹۷۷ : جمال مختار (بار دوم)
- ۱۹۷۷-۱۹۷۸ : محمد عبدالقادر محمد
- ۱۹۷۸-۱۹۸۱ : شهتا آدم
- ۱۹۸۱ : فواد العرابی
- ۱۹۸۲-۱۹۸۸ : احمد خدری
- ۱۹۸۸ : محمد عبدالحلیم نورالدین
- ۱۹۸۹-۱۹۹۰ : سید توفیق
- ۱۹۹۰-۱۹۹۳ : محمد ابراهیم بکر

شورای عالی آثار باستانی مصر
- ۱۹۹۳-۱۹۹۶ : محمد عبدالحلیم نورالدین (بار دوم)
- ۱۹۹۶-۱۹۹۷ : علی حسن
- ۱۹۹۷-۲۰۰۲ : جبلا علی جبلا
- ۲۰۰۲-۲۰۱۱ : زاهی حواس
- ژوئیه ۲۰۱۱ - سپتامبر ۲۰۱۱ : محمد عبدل فتاح[۱]
- اکتبر ۲۰۱۱: مصطفی امین[۲]